# Keirrison
Keirrison da Souza Carneiro (Dourados, 1988. december 3.) brazil labdarúgó, jelenleg kölcsönjátékosként szerepel a brazil Santos FC csapatában.

## Pályafutása
Keirrisonra 16 éves korában figyeltek fel a CENE szakemberei, akik rögtön próbajátékra is hívták: Teljesítményével lenyűgözte a koreai tulajdonban álló klub vezetőit, akik le is igazolták. Első klubjában hamar meghatározó játékos lett, így rövid időn belül felfigyeltek rá a nagyobb egyesületek, és három év után 2005-ben a Série B-ben szereplő Coritibá csapata szerződtette, ahol 2007-ben lett meghatározó játékos - feljuttatván csapatát az élvonalba. Ebben az évben házi gólkirály lett a maga 12 találatával, majd 2008-ban a Campeonato Paranaense sorozatban 18 góllal lett a legeredményesebb játékos. A brazil első osztályban 2008. május 11-én mutatkozott be, ahol csapata 2-0-ra nyert, viszont ő maga sérülést szenvedett. A Coritibában 2008. július 9-én volt először eredményes egy 4-0-s, Portuguesa elleni meccsen, míg első mesterhármasát egy hónappal később, augusztus 3-án szerezte a Santos elleni, 3-1-re megnyert találkozón. A 2008-as brazil bajnokság legeredményesebb játékosa lett Washingtonnal és Kléber Pereirával egyetemben 21 találattal, s ennek köszönhetően ő lett minden idők legfiatalabb brazil gólkirálya a Série A-ban.
Az idény végén azonban megvette a Palmeiras, ahol mindössze egy fél szezont töltött, mielőtt Barcelonába került. Ez idő alatt 7 meccsen 5 gólt szerzett a bajnokságban. Új csapatában 2009. január 24-én volt először eredményes a Mogi Mirim ellen, ahol egyből két gólt is szerzett. Öt nappal később megint kétszer zörgette meg az ellenfél hálóját, aki ezúttal a Libertadores kupában a bolíviai Real Potosí volt.
2009. június 28-án, vasárnap pedig megjelent a Palmeiras hivatalos oldalán egy közlemény, miszerint a klub elfogadta a Barcelona 14+2 millió eurós ajánlatát Keirrisonért, így a fiatal játékos Európába költözött.  Ötéves  kontraktust írt alá a katalánokkal.
A Barcelona egy évre kölcsönadta a Benficának, azonban 2010 januárjában felbontották a szerződést, útja az olasz Fiorentinához vezetett.